# كلية الدفاع الجوي (مصر)
كلية الدفاع الجوي  هي كلية عسكرية مصرية جزء من الأكاديمية العسكرية المصرية، تعمل على تخريج ضباط قادرين على تشغيل أسلحة الدفاع الجوي المعقدة والمتطورة وصيانتها، وحماية سماء مصر من أي تدخل سواء كانت صواريخ أو طائرات معادية، ومؤهلين لمتابعة ما يصل إليه العلم في مجال الدفاع الجوي وتكنولوجيا المعلومات والأتصالات، قادرين على قيادة وحدات فرعية صغرى. وتتبع الكلية قيادة قوات الدفاع الجوي.

## تاريخ الكلية
أنشئت الكلية في 2 يوليه عام 1974، تحت الأشراف المباشر لقيادة الدفاع الجوي، حيث تمركزت مؤقتاً بمدرسة المدفعية المضادة للطائرات بمعهد الدفاع الجوي بحي المعمورة بالإسكندرية. أعيد تمركز الكلية في 1 سبتمبر 1979 بأبي قير. بدأت الدراسة في 1 نوفمبر 1974 بطلبة الدفعة 66 حربية (نهائي) والدفعة 67 حربية (متوسط) تخصص دفاع جوي، في الأول من يناير لعام 1978، طورت الدراسة لتكون أربعة سنوات ميلادية، تتضمن دراسات جامعية إضافة إلى العلوم العسكرية، حيث يلتحق الطالب بالدراسة لمدة أربع سنوات يتخرج بعدها برتبة ملازم ويحصل على درجة البكالوريوس في العلوم العسكرية ثم يستمر سنة أخرى بالكلية يحصل بنهايتها على بكالوريوس الهندسة قسم الأتصالات والكهروفيزياء بالتنسيق مع كلية الهندسة جامعة الأسكندرية، ثم يحصل بعدها عل بكالوريوس العلوم الهندسية من جامعة الأسكندرية هندسة اتصالات.
كما انها تقبل كلية الدفاع الجوي من شعبة العلمي رياضة بحد ادني 85%

## شعار كلية الدفاع الجوي
ايمان - عزم - مجد

## تخصصات الدفاع الجوي

### صواريخ
تخصص فولجا :
1. إحداثيات
2. هوائيات
3. إرسال أوامر
4. اختبار
5. قواذف
6. ملء وتجميع
7. قيادة وتوجيه
8. انتخاب هدف

1-احداثيات :يحدد احداثيات الطائرة على المبين ارتفاع – مدى – اتجاه
2-اختبار : التأكد من سلامة الأجزاء الكهربية والميكانيكية للصاروخ.
3-هوائيات : مسئول عن الأعطال في الرادار.
4-ملء وتجميع : ملئ الوقود الصلب والسائل في الصاروخ وتجميع أجزاء الصاروخ المفككة أثناء التخزين وتركيبها على الصاروخ.
5-قواذف : مسئول عن القواذف الموضوع عليها الصاروخ إرسال أوامره مسئول عن البلاغات الصادرة من كتيبة الرادار.
6-إرسال اوامر: وهو المسئول عن البلاغات الصادرة من كتيبة الرادار.
7-قيادة وتوجيه: وهو المسئول عن توجيه الرادار وقيادة منظومة الرادار.
تخصص بيتشورا:
1. إحداثيات
2. هوائيات
3. إرسال أوامر
4. اختبار
5. قواذف
6. ملء وتجميع
7. قيادة وتوجيه

تخصص الهوك :
1. ضابط رادار : مسئول عن الرادار الموجود في صاروخ الهوك.
2. ضابط نيران : مسئول عن ضرب قواذف الصاروخ.

تخصص كوادارات :
1. استطلاع كوادرات : مسئول عن عملية الاستطلاع عن كوادرات العدو.
2. نيران كوادرات : مسئول عن القواذف وضرب نيران الكوادرات.
3. فنية كوادرات : مسئول عن تجهيز الصواريخ واختبار صلاحيتها وإمداد القواذف بها

تخصص كروتال: مسئول عن الصاروخ بكل مافيه.
تخصص تور ام : مسئول عن الصاروخ بكل مافيه.
تخصص شابرال : مسئول عن الصاروخ بكل مافيه.
تخصص افينجر:
1. رادار : مسئول عن الرادار الموجود في الأفينجر.
2. نيران : مسئول عن القواذف وضرب نيران الأفينجر.

آمون : هو نظام شامل به رادارات- مدفعية – صواريخ

## مدفعية
1. عيار 23
2. عيار 14.5
3. ضبع أسود : الصاروخ المحمل على الكتف وهو صاروخ يوجه للطائرات التي تطير بأقصى ارتفاع2 كم وترى بالعين المجردة وهو تطوير لأحدى أنظمة سام وسجل كتطوير مصري خالص حيث أنه يتميز كثيرا عن كل تطويرات سام الأخرى وله في مصر 5 كتائب ضبع اسود تعتبر صاعقة الدفاع الجوي من حيث القوة والتدريب والصلابة وسلاح الشلكا وهي عبارة عن 4 مدافع 23 ملى على دبابة بها حاسب ورادار.

## رادار
يتم التخصص على حسب نوع الرادار
1. رادار اسد
2. رادار Π-14
3. رادار Π-11
4. رادار Π-15
5. رادار Π-18
6. رادار 440-Π
7. محطة ارتفاع 843
8. رادار Π-35
9. رادار نمر

ورادارات اخري
- هناك أيضاً منظومات للدفاع الجوى ولكن ليست من قوات الدفاع الجوى مثل الطائرات المقاتلات الاعتراضية للأهداف المعادية في القوات الجوية وسفن الإنذار في القوات البحرية

## التحديات التي تواجه الدفاع الجوي
ربما من أهم التحديات التي تواجه الدفاع الجوي وهي الطائرات الحديثة من امثال الشبح واف-22 الرابتور تكمن خطورتها الأساسية stealth technology تقنية التخفي وهي بذلك لا تظهر علي شاشات الرادار على أن التقدم العلمي والعسكري لا يسير في اتجاه واحد فقط وسباق التسلح سوف يؤتي ثماره في سبيل تعطيل فعالية تلك التقنيات وابتكار تقنيات مضادة لتقنيات التخفي في التحديات التي تواجه الدفاع الجوي

## مديري الكلية
- لواء أركان حرب / ايهاب الفيومي.[2]
- لواء أركان حرب / حازم خورشيد.[3]
- لواء أركان حرب / محمد أبو بكر.[4]
- لواء أركان حرب / أحمد محمد حامد.[5]
- لواء أركان حرب / محمد أبو بكر الشافعي.[6]
- لواء أركان حرب / عبد المنعم التراس.[7]
- لواء أركان حرب / يحيي عبد الجواد الشاذلي.[8]
- لواء أركان حرب / أمير عباس محمود.[9]
- لواء أركان حرب / أحمد عبد الخالق جمعة.[10]

## وصلات خارجية
- دليل الكليات العسكرية «وزارة الدفاع، مكتب تنسيق القبول للكليات العسكرية».
- الدليل الرسمي الالتحاق بالكليات العسكرية المصرية.
- الموقع الرسمي لوزارة الدفاع المصرية.
- موقع مقاتل.